# Gerhard Gentzen
Gerhard Karl Erich Gentzen (Greifswald, 24 novembre 1909 – Praga, 4 agosto 1945) è stato un matematico e logico tedesco.

## Biografia
In giovane età rimase orfano per la morte del padre nel corso della prima guerra mondiale. Pur costretto a cambiare scuole, fin dalla scuola secondaria si dimostrò un ottimo studente.
Nel 1928 si iscrisse all'Università di Greifswald per due semestri, per altri due semestri frequentò l'Università di Gottinga, quindi frequentò per un semestre l'Università di Monaco di Baviera e per un altro semestre l'Università di Berlino. Nel 1930 tornò a Gottinga dove ebbe modo di seguire le lezioni di Paul Bernays, Constantin Carathéodory, Richard Courant, David Hilbert, Adolf Kneser, Edmund Landau ed Hermann Weyl. Sotto la supervisione di Weyl preparò la sua tesi di dottorato sui fondamenti della matematica che presentò nel 1933. Ottenuto il dottorato, per rimettersi in salute in seguito alle fatiche dei suoi intensi studi dovette ritirarsi a casa per vari mesi. Tornò a Gottinga nel 1934 dove divenne assistente di Hilbert.
In questi anni, fino al 1939, sviluppò le sue importanti ricerche sulla logica, sui fondamenti della matematica e sulla teoria della dimostrazione.
Vanno ricordati innanzi tutto i suoi risultati sulla deduzione naturale e sul calcolo dei sequenti. Il suo teorema della eliminazione della regola del taglio è la pietra di volta per la semantica della teoria della dimostrazione. Alcune delle osservazioni filosofiche scritte nelle sue Ricerche sulla deduzione logica, insieme al detto di Ludwig Wittgenstein "il significato è l'uso", costituiscono il punto di avvio per la semantica del ruolo inferenziale.
La sua feconda attività venne interrotta dallo scoppio della seconda guerra mondiale. Gentzen svolse il servizio militare dal 1939 al 1941 occupandosi di telecomunicazioni; a causa delle sue cattive condizioni di salute trascorse tre mesi in un ospedale militare e venne quindi congedato. Tornato a Gottinga nel 1942 ottenne l'abilitazione all'insegnamento universitario con una tesi sulla Dimostrabilità e non dimostrabilità della induzione tranfinita ristretta nella teoria dei numeri elementare.
Nel 1943 ottenne un insegnamento all'Università tedesca di Praga e qui il 5 maggio 1945, in seguito alla rivolta dei praghesi, venne arrestato insieme a tutto il personale dell'università tedesca. A causa dei suoi trascorsi militari e politici (aveva aderito alle SA, al NSDAP e al NSD Dozentbund), venne internato dalle truppe russe in un campo di prigionia, dove morì poco dopo per inedia.